# Trappspindling
Trappspindling (Cortinarius trivialis) är en svampart som beskrevs av J.E. Lange 1940. Trappspindling ingår i släktet Cortinarius och familjen spindlingar.  Arten är reproducerande i Sverige. Inga underarter finns listade i Catalogue of Life.

## Källor

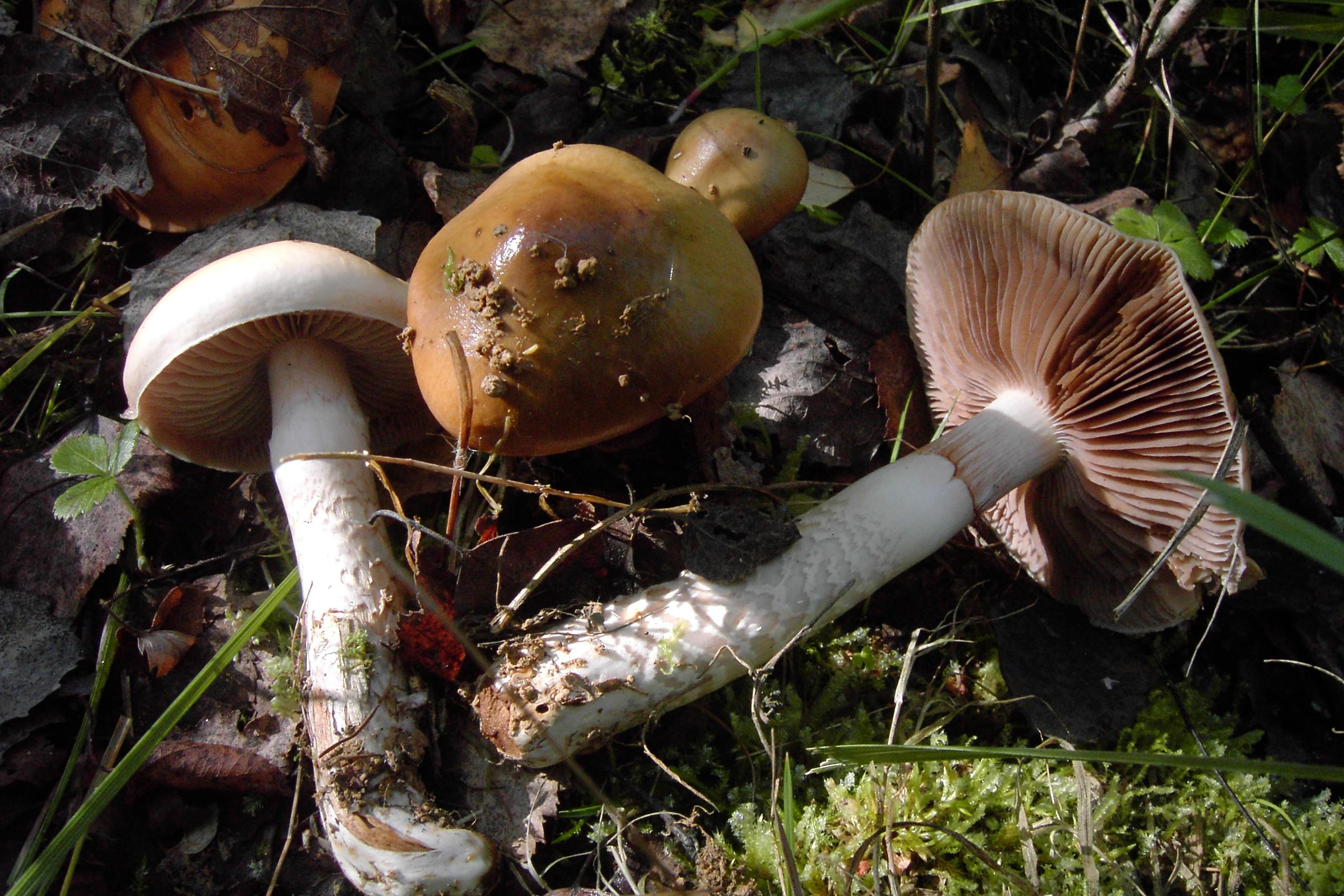
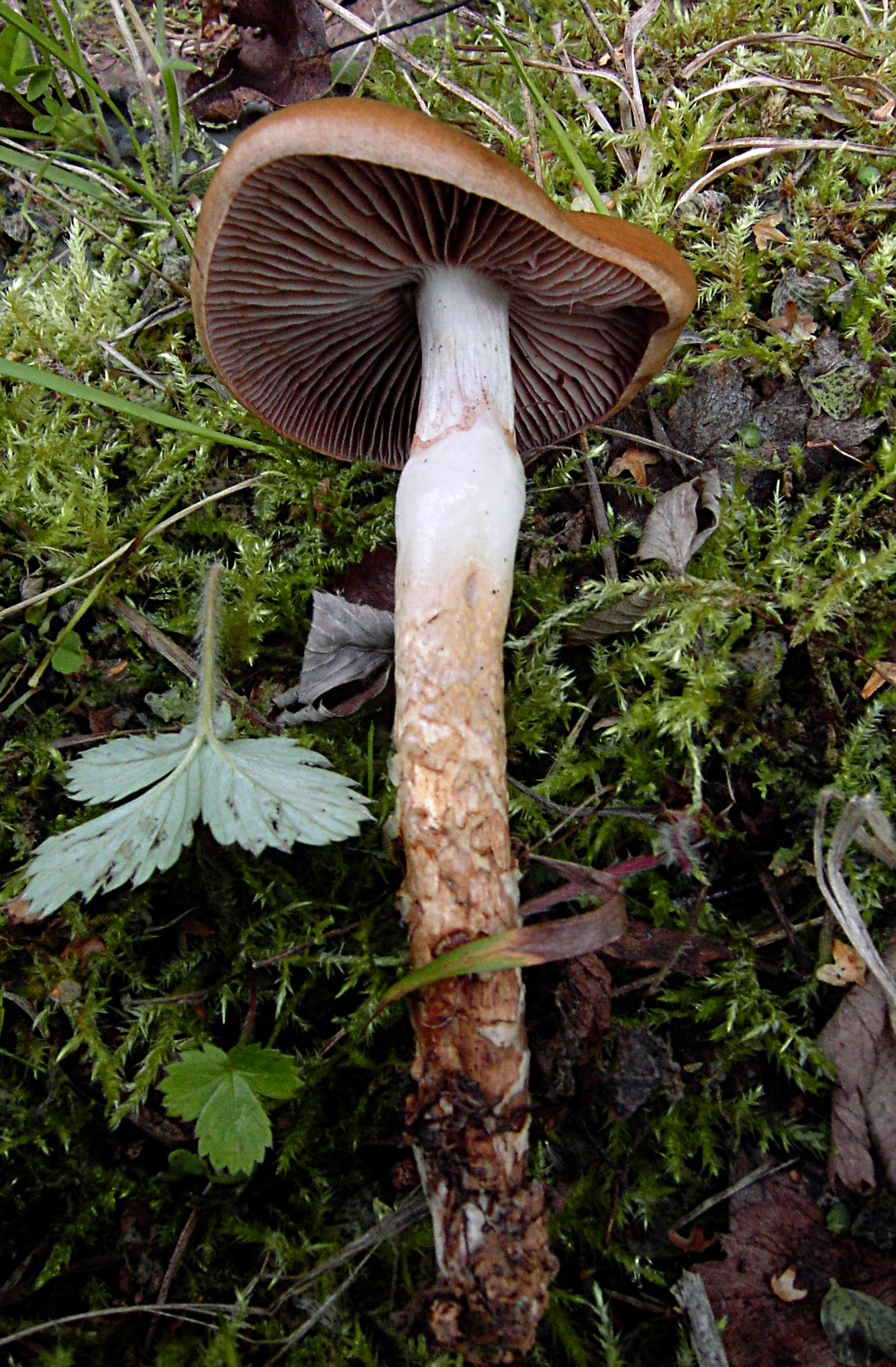
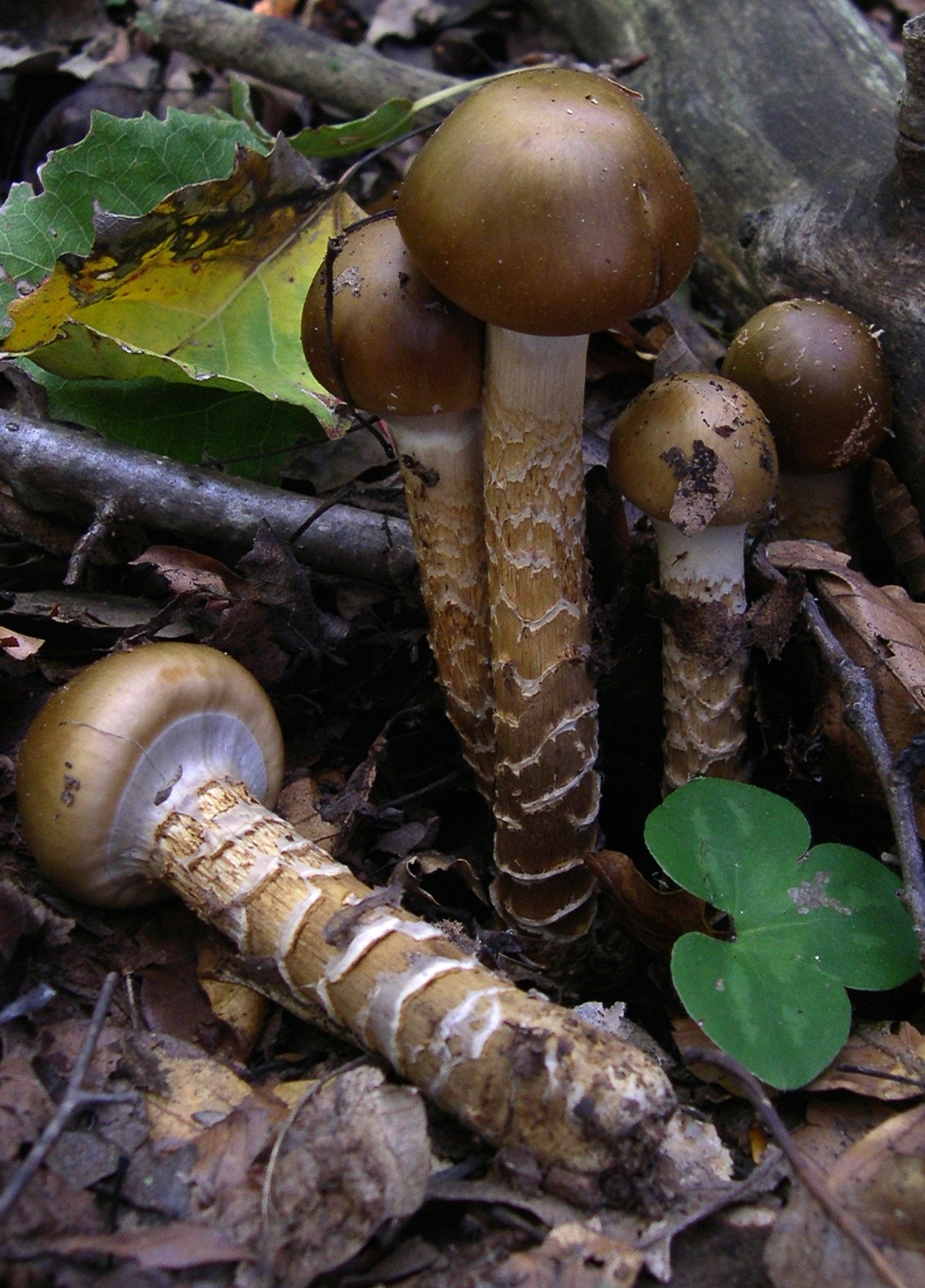